# تونیسماگی
تونیسماگی (به لاتین: Tõnismägi) یک منطقهٔ مسکونی در استونی است که در تالین واقع شده‌است.

## خصوصیات
تونیسماگی ۱٬۲۱۰ نفر جمعیت دارد.